# 의식 (문화)

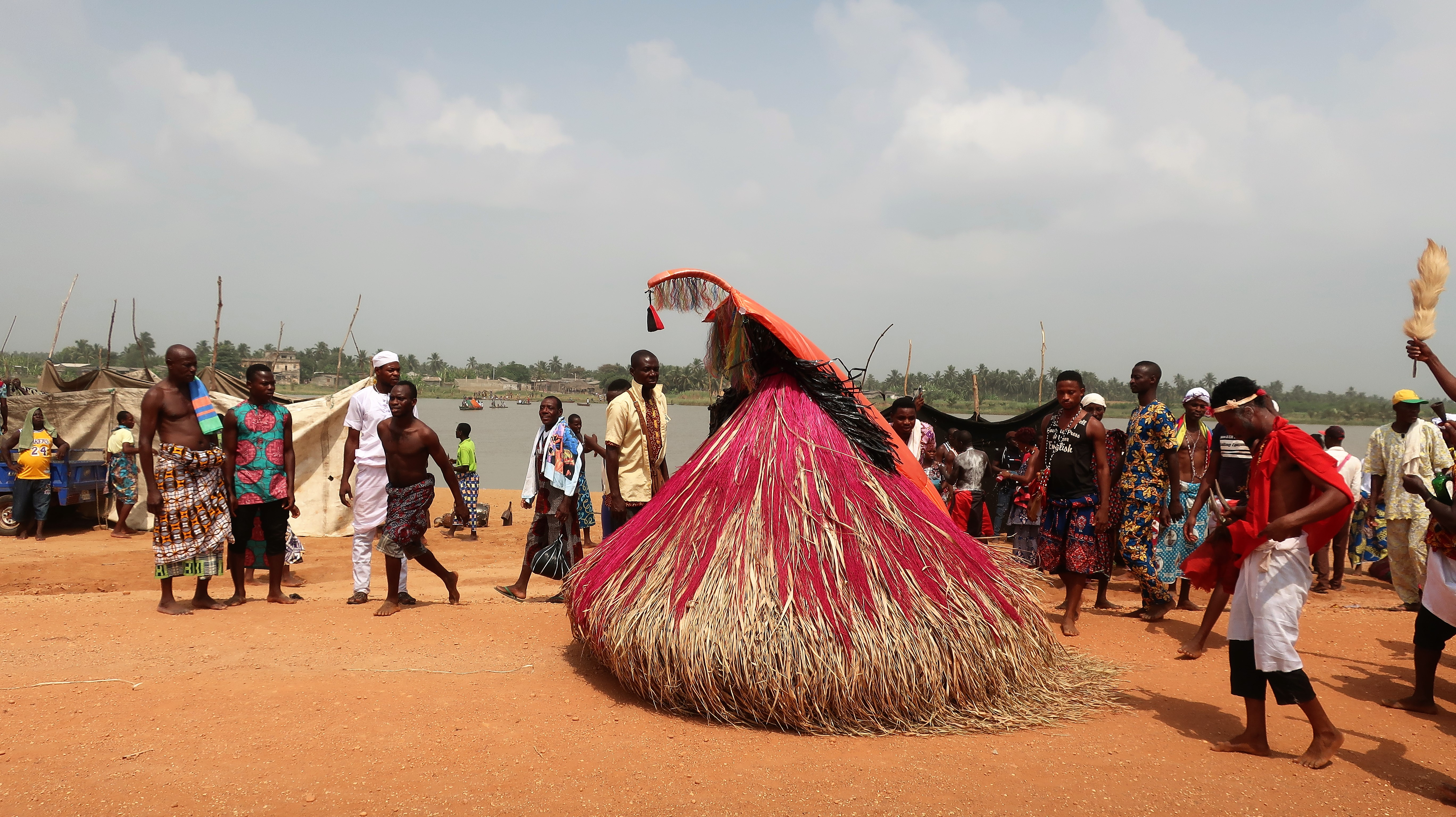

의식(儀式)은 특정 신앙, 신조, 종교에 따라 일정한 형식 규칙에 따라 사람이 하는 일상 생활에서의 활동과는 다른 특별한 행위이다. 종교적 색채가 얇은 것은 행사라고 불리는 경우가 많다.

## 설명
의식은 몸짓, 말, 행동 또는 존경받는 대상을 포함하는 일련의 활동이다. 의식은 종교 공동체를 포함한 공동체의 전통에 따라 규정될 수 있다. 의식은 형식주의, 전통주의, 불변성, 규칙 관리, 신성한 상징주의 및 수행으로 특징지어지지만 정의되지는 않는다.
의식은 알려진 모든 인간 사회의 특징이다. 여기에는 조직화된 종교와 종파의 예배 의식과 성례전뿐만 아니라 통과 의례, 속죄 및 정화 의식, 충성 맹세, 헌납식, 대관식 및 대통령 취임식, 결혼, 장례식 등이 포함된다. 악수나 "안녕하세요"라고 말하는 것과 같은 일반적인 행동조차도 의식이라고 할 수 있다.
의식 연구 분야에서는 이 용어에 대한 여러 가지 상충되는 정의가 나타났다. 키리아키디스(Kyriakidis)가 제시한 것 중 하나는 의식이 외부인에게 비합리적이거나 연속적이지 않거나 비논리적으로 보이는 일련의 활동(또는 일련의 행동)에 대한 외부인 또는 "에틱"(etic)의 범주라는 것이다. 이 용어는 내부자 또는 "에믹"(emic) 수행자도 이 활동이 시작되지 않은 구경꾼에게 그렇게 보일 수 있다는 점을 인정하는 의미로 사용될 수 있다.
심리학에서 의식이라는 용어는 때때로 불안을 중화하거나 예방하기 위해 사람이 체계적으로 사용하는 반복적인 행동을 기술적인 의미로 사용한다. 이는 강박 장애의 증상일 수 있지만 강박 의식적 행동은 일반적으로 고립된 활동이다.

## 같이 보기
- 종교 의식
- 굿
- 가구라
- 나비춤
- 나례
- 봄의 제전